# Barbus ciscaucasicus
Barbus ciscaucasicus är en fiskart som beskrevs av Kessler, 1877. Barbus ciscaucasicus ingår i släktet Barbus och familjen karpfiskar. IUCN kategoriserar arten globalt som livskraftig. Inga underarter finns listade.